# Ana Galindo
Ana Sofía Galindo (8 de febrero de 1987) es un nadadora hondureña, quién se especializó en estilo espalda. Como parte de sus preparativos en torneos internacionales, es miembro del Club Acuático Bantral, y es entrenada por Carlos Menéndez.
Galindo se clasificó en la competencia para mujeres en  100 m estilo espalda en los Juegos Olímpicos de Atenas 2004, al tener un tiempo de 1:12.30. Participó en las preliminares contra otras dos nadadoras, Lenient Obia de Nigeria y Yelena Rojkova de Turkmenistán. Galindo realizó el mejor tiempo de su carrera al obtener 1: 11.80 obteniendo un segundo lugar detrás de Obia por un margen de 1.85 segundos. No pudo avanzar a las semifinales, ya que se ubicó en el cuadragésimo lugar en los preliminares.